# Fred the Undercover Kitty
Fred the Undercover Kitty (tháng 5 năm 2005 - 9 tháng 8 năm 2006) là một con mèo nhà lông ngắn gây chú ý với công việc bí mật của mình với Sở cảnh sát New York và Văn phòng luật sư quận Brooklyn trong vụ bắt giữ một nghi phạm đóng giả làm người chăm sóc thú y.

## Cuộc sống sớm và được nhận nuôi
Fred được sinh ra vào mùa xuân năm 2005 tại Brooklyn, New York. Vào tháng 9 năm 2005, nó được cứu bởi Animal Care & Control ở thành phố New York, bị viêm phổi nặng và phổi bị xẹp. Fred được trợ lý luật sư quận Carol Moran nhận nuôi, là một phần của chương trình chăm sóc nuôi dưỡng do Animal Care & Control của thành phố New York điều hành và được chăm sóc sức khỏe.
Fred và anh trai George được đặt theo tên của Fred và George Weasley, anh em chơi khăm trong loạt tiểu thuyết Harry Potter do J.K. Rowling.

## Hỗ trợ thực thi pháp luật và danh dự
Vào tháng 2 năm 2006, Fred được văn phòng luật sư quận Brooklyn cho phép tham gia với tư cách là một đặc vụ bí mật, đóng vai trò là một bệnh nhân sẽ giúp NYPD bắt giữ Steven Vassall, một người đàn ông ở Brooklyn bị nghi ngờ làm bác sĩ thú y mà không có giấy phép hoặc đào tạo thích hợp. Làm việc với thám tử bí mật Stephanie Green-Jones, Fred là mồi nhử trong một hoạt động nhử Steven vào ngày 3 tháng 2 năm 2006 để bắt giữ Steven Vassall, người bị buộc tội hành nghề thú y trái phép, tội phạm hình sự, làm bị thương động vật và bịp bợm. Vào tháng 5 năm 2007, Vassall đã nhận tội về tội gian lận và hành nghề thú y mà không có giấy phép. Do lời cầu xin của anh ta, anh ta đã bị kết án quản chế và điều trị tâm thần bắt buộc.
Vào ngày 18 tháng 5 năm 2006, Fred đã được trao tặng Giải thưởng Đánh giá Thực thi Pháp luật của luật sư quận Brooklyn Charles J. Hynes. Fred sau đó đã được vinh danh vào ngày 8 tháng 7 năm 2006, tại "Broadway Barks 8!", Lợi ích nuôi chó và mèo của Nhà hát Thành phố New York do Mary Tyler Moore và Bernadette Peters tổ chức. Nó sau đó cũng đã được trao tặng Giải thưởng Liên minh Thị trưởng, được trao cho những động vật đáng chú ý.

## Cuộc sống sau đó
Sau ca phẫu thuật, Fred bắt đầu được huấn luyện như một con vật trị liệu, với mục đích trở thành một con vật dạy học trong chương trình "Cuộc sống hợp pháp" của văn phòng luật sư quận. Tại đây, nó sẽ được đưa vào lớp học để giúp dạy trẻ cách đối xử và chăm sóc động vật. Chủ sở hữu cũng nhận được đề nghị từ các cơ quan tài năng động vật để anh ta có mặt trong quảng cáo truyền hình.

## Tử vong
Fred qua đời vào ngày 9 tháng 8 năm 2006, khi nó trốn thoát khỏi nhà của mình ở Queens, New York, và bị một chiếc ô tô đâm chết. Fred được 15 tháng tuổi.